# 格罗塔列
格罗塔列（義大利語：Grottaglie），是意大利塔兰托省的一个市镇。总面积101平方公里，人口32845人，人口密度325.2人/平方公里（2009年）。ISTAT代码为073008。